# Heads of State
Heads of State is een Amerikaanse komische actiefilm uit 2025 geregisseerd door Ilya Naishuller. De film ging op 2 juli 2025 in première op streamingdienst Prime Video.

## Verhaal
De film volgt de Britse premier Sam Clarke die een niet al te vriendelijke band onderhoudt met de Amerikaanse president Will Derringer. Hun publieke rivaliteit zorgt er zelfs voor dat de relatie tussen beide landen in gevaar dreigt te komen. Echter als een machtige vijand het op hun beiden gemunt heeft, moeten ze echter samen werken omdat ze buiten M16-agente Noel Bisset om niemand anders kunnen vertrouwen.

## Rolverdeling
| acteur               | personage            |
| -------------------- | -------------------- |
| Idris Elba           | Sam Clarke           |
| John Cena            | Will Derringer       |
| Priyanka Chopra      | Noelle Bisset        |
| Jack Quaid           | Marty Comer          |
| Paddy Considine      | Viktor Gradov        |
| Stephen Root         | Arthur Hammond       |
| Carla Gugino         | Elizabeth Kirk       |
| Sarah Niles          | Simone Bradshaw      |
| Richard Coyle        | Quincy Harrington    |
| Clare Foster         | Cat Derringer        |
| Katrina Durden       | Olga the Killer      |
| Aleksandr Kuznetsov  | Sasha the Killer     |
| Sharlto Copley       | Thomas 'Coop' Cooper |
| Adrian Lukis         | Jack Gordon          |
| Ingeborga Dapkūnaitė | Wit-Russische boer   |
| Steven Cree          | agent Crasson        |

## Achtergrond
De film werd geregisseerd door Ilya Naishuller en geproduceerd door Peter Safran in samenwerking met John Rickard. Het scenario van de film werd geschreven door Harrison Query, Josh Appelbaum en André Nemec, gebaseerd op een verhaal van Query. De opnames van de film gingen in mei 2023 van start in Londen, Engeland. Verder werd er gefilmd in Triëst, Italië, in Belgrado, Servië en in Sospel en Nice, Frankrijk. De muziek in de film werd gecomponeerd door Steven Price. Hoofdrollen in de film waren weggelegd voor onder anderen Idris Elba, John Cena, Priyanka Chopra en Jack Quaid.

## Release en ontvangst
Op 23 april 2025 werd de eerste trailer van de film uitgebracht. Heads of State ging op 2 juli 2025 in première op streamingdienst Prime Video. De film werd door recensenten in het algemeen positief ontvangen. Op Rotten Tomatoes heeft de film een score van 72% op basis van 79 beoordelingen. Metacritic komt op een score van 57/100, gebaseerd op 18 beoordelingen.